# GAYtv
GAYtv war ein verschlüsselter Abo-Kanal aus Großbritannien, der via Sky und Virgin Media ein Programm sendete, dass sich vor allem an homosexuelle Männer richtete. GAYtv sendete dabei täglich von 20:00 Uhr bis 5:30 Uhr.

## Geschichte
Der Sender begann 2004 vor allem Hardcore-Inhalte auszustrahlen, der jedoch im Laufe der Zeit begann auch Softcore-Inhalte zu zeigen. Bis 2007 war er der einzige Sender auf der Sky-Plattform, der sich an homosexuelle Männer richtete. Ab dem 22. April 2008 ist GAYtv auch via Virgin Media zu empfangen. Am 7. April 2011 verschwand der Sender von beiden Plattformen, Formate des Senders sind weiter On Demand zu finden.